# Чендлер Бинг
Че́ндлер Мю́риэл Бинг (англ. Chandler  Muriel Bing) — персонаж американского телевизионного сериала «Друзья». Его роль в сериале исполнил актёр Мэттью Перри.
У Чендлера очень хорошее, саркастическое чувство юмора. Он является самым обеспеченным членом своего круга за счет ответственного управления доходами ещё с юности. В середине сериала связывает свою жизнь с Моникой.
Именно Чендлер сказал последнюю реплику в сериале: «Конечно. Где?»

## Биография
Чендлер родился 8 апреля 1968 года в семье писательницы эротических романов Норы Тайлер Бинг и гомосексуала-трансвестита, звезды Лас-Вегаса Чарльза «Хэлены Хэндбаскет» Бинга. Он имеет шотландскую и шведскую родословную. Родители Чендлера получили свои имена в честь одного из персонажей в фильме «Тонкий человек» 1934 года (а именно — Норы Чарльз). Чендлер — единственный из главных героев, у которого нет братьев и сестёр.
Когда Чендлеру было девять лет в 1978 году, родители сказали ему, что решили разойтись. Поскольку это произошло на День благодарения, этот праздник для Чендлера стал малоприятным событием. В тот же год Чендлер выкурил свою первую сигарету.
В колледже Чендлер жил в одной комнате с Россом Геллером, который стал его лучшим другом. Тогда же Чендлер познакомился с сестрой Росса, Моникой, которая впоследствии стала его женой. После окончания колледжа он снял квартиру напротив квартиры бабушки Моники и Росса, в которой, на тот момент, уже проживала Моника и Фиби. Чуть позже соседом Чендлера по квартире стал Джоуи Триббиани.
У Чендлера был третий сосок. Однако после того, как из-за этого от него ушла девушка (у которой ко всему прочему был протез ноги), он удалил его, в чём впоследствии раскаялся. Ещё один дефект тела: отсутствие кончика мизинца на правой ноге, его случайно отрезала Моника на День благодарения в 1988 году (8 серии 5 сезона).
В шестом сезоне Чендлер переезжает в квартиру Моники, а в седьмом происходит их свадьба. До начала отношений с Моникой он продолжительное время встречался с девушкой по имени Дженис.
На протяжении большинства эпизодов сериала Чендлер был офисным работником и специализировался на статистическом анализе и реконфигурации данных. После того, как заснул на одном из собраний, случайно согласился уехать работать в Талсу в качестве регионального президента. Позже уволился по собственному желанию, со временем устроился в рекламную компанию копирайтером.

## Взаимоотношения
Чендлер, как и Росс и Рэйчел, целовал всех пятерых героев сериала. Он целовал Монику, когда они встречались. Он целовал всех девушек, когда скрывал отношения с Моникой (5 сезон, 2 серия). Также его поцеловал Джоуи в канун Нового Года в первом сезоне. В эпизоде «Эпизод, где Чендлер не помнит какая сестра» Чендлер был пьян и поцеловал Росса, но это осталось за кадром.
Фрэнк Буффе Младший по предложению Фиби назвал одного из своих детей Чендлером даже несмотря на то, что родилась девочка.

### Отношения с Моникой Геллер
Чендлер и Моника впервые познакомились ещё в колледже. Чендлер намекал Монике на возможность более близких отношений ещё в третьем сезоне сериала, однако тогда всё ограничилось шутками. Настоящий же роман начался между ними на свадьбе Росса в Лондоне. Там подвыпившие Чендлер и Моника провели вместе ночь. После этого по возвращении в Нью-Йорк они долгое время скрывали свои отношения, но в конечном итоге их тайна открылась.
В шестом сезоне Чендлер переехал в квартиру Моники, а в конце седьмого состоялась свадьба (священником выступил Джоуи, получивший сан через Интернет).
Поскольку, как выяснилось, Чендлер и Моника не могли иметь детей, они решили усыновить ребёнка. В последнем эпизоде сериала на свет появились близнецы Джек (в честь отца Моники) и Эрика (названная так в честь женщины, которая их родила).

### Остальные подружки Чендлера
- Дженис. Встречался с ней на протяжении нескольких сезонов, постоянно бросая её.
- Мэри-Анджела. Сестра Джоуи. После свидания с ней Чендлер не мог вспомнить с какой именно из семи сестер Джоуи у него был роман.
- Джоанна. Начальница Рейчел. Однажды Джоанна приковала Чендлера наручниками к креслу в своём офисе; она пообещала ему, что скоро вернётся, но не сдержала обещание. После этого они расстались.
- Аврора. Встретил её в «Эпизоде с задом» на одном из спектаклей Джо. Она оказалась итальянкой с обворожительным акцентом. Позже оказалось, что она эротоманка и у неё есть муж Рик и бойфрэнд Итан. Это и стало причиной их разрыва, несмотря на все чувства, которые испытывал к ней Чендлер.
- Кэйти. Сначала она была девушкой Джо, но бросила его ради Чендлера. Они расстались из-за глупой и вначале необоснованной ревности к её партнеру по постановке. Но позже Кэйти назло Чендлеру изменила ему с другим, тем самым подтвердив его предположения об измене. В «Эпизоде с влюблённостью Рэйчел» они расстались.

### Дружба с Джоуи Триббиани
Лучший друг Чендлера актёр Джоуи Триббиани появился в жизни друзей случайно: он пришёл по объявлению Чендлера, который искал соседа, чтобы снимать квартиру.
Вместе они пережили множество забавных историй: забыли сына Росса в автобусе, завели Цыплёнка и Утку, построили шкаф, перегородивший всю комнату, пережили ограбление, поменяли обеденный стол на настольный футбол…
Несмотря на то, что Чендлер постоянно подшучивал над Джо, они оставались лучшими друзьями и поддерживали друг друга во всех ситуациях. Когда же Моника и Чендлер решили купить собственный дом, они сказали, что в нём обязательно будет отдельная комната для Джо, «где он мог бы встретить старость».

## Характер
Чендлер — слабохарактерный, неуверенный в себе и подверженный внешнему влиянию человек. Ему не очень везёт с женщинами. Кроме того, нездоровая семейная атмосфера, в которой он вырос, подарила Чендлеру ряд комплексов, от которых он защищается многочисленными шутками и издёвками. Один из комплексов связан с его вторым именем Мюриэл (редкое производное от староирландского, в форме «Muriel» считается женским). По признанию Чендлера, его юмор — защитный механизм, который появился у него после развода родителей (3 сезон 17 серия «Эпизод с лыжной поездкой»).
Несмотря на все комплексы, Чендлер пользуется уважением коллег и начальства. При общении с подчинёнными он может проявить твёрдость характера.
На одном из этапов разработки сериала планировалось, что Чендлер будет геем. Продюсеры изменили свои намерения, когда встретились с Мэттью Перри. Однако в сериале остались некоторые гей-шутки в отношении Чендлера. Так, многие, особенно не знакомые с ним люди считают, что Чендлер — гомосексуал. Это подозрение усиливается тем, что он живёт с Джо. Друзья и коллеги Чендлера утверждали, что в нём присутствует некоторое «качество», вызывающее такие подозрения, но в чём оно заключается, объяснить не смогли. Также Чендлер является большим поклонником мюзиклов, что, исходя из американских стереотипов, считается признаком нетрадиционной сексуальной ориентации.
Чендлер курил в прошлом и периодически в моменты сильных переживаний тянется к сигарете. В «Эпизоде с Фрэнком-младшим», когда Чендлер составляет свой список знаменитостей, пятое и последнее место в его списке занимает Джессика Рэббит.
Брак с Моникой положительно повлиял на характер персонажа, в силу чего Чендлер стал вести себя более уверенно и даже возражать в ряде ситуаций жене при принятии жизненно важных решений.

## Особенности речи
Одной из наиболее известных особенностей Чендлера, которыми его наделили сценаристы сериала и Мэттью Перри, было ударение, которым тот выделял слово be. Например, «Could you be any more rude?». Эта незначительная особенность интонации давала большой эффект. Благодаря ей фанаты легко подражали Чендлеру, обсуждая просмотренный накануне эпизод, и таким образом заинтересовывали тех, кто ещё не был увлечён сериалом, посмотреть следующую серию.

## Карьера
Чендлер работает менеджером ИТ-закупок со специализацией «Статистический анализ и реконфигурация данных», которую он рассматривает как временную работу. Несмотря на неприязнь к своей работе, Чендлер никак не хочет уйти с неё и даже дослуживается до начальника отдела.
Его друзья не имеют представления, чем он занимается; во время спора за квартиру Моники и Рэйчел («Эпизод с эмбрионами») на вопрос о работе Чендлера Рэйчел выкрикивает слово «переводник» (англ. transponster). Моника при этом замечает, что «это даже не слово».
В 9-м сезоне Чендлера отправляют в Талсу и он, понимая, что не хочет больше заниматься этой работой, увольняется. Моника помогает Чендлеру получить работу в рекламе через своего старого друга. К большому разочарованию Чендлера его берут лишь стажёром. Тем не менее, его более зрелый подход к делу в конечном итоге окупается, и он получает полную занятость в должности младший копирайтер.

## Подбор актёров
В 1993 году пройти пробы на роль Чендлера было предложено британскому актёру Джону Крайеру. Однако аудиозаписи, подготовленные актёром для прослушивания и высланные им из Лондона, задержались на таможне, и к моменту их доставки компания Warner Bros. уже утвердила на роль Мэттью Перри.